# أنخيل ماركيز
أنخيل ماركيز (بالإسبانية: Ángel Márquez)‏ هو لاعب كرة قدم مكسيكي، ولد في 21 يونيو 2000 في غوادالاخارا في المكسيك. لعب مع نادي أطلس.

## وصلات خارجية
- أنخيل ماركيز على موقع قاعدة بيانات كرة القدم.إي يو (الإنجليزية)
- أنخيل ماركيز على موقع Soccerway.com (الإنجليزية)